# Consiglio comunale (ordinamento ticinese)
A causa dell'autonomia cantonale in materia di diritti politici comunali, le indicazioni seguenti valgono solo per il Canton Ticino.
Nell'ordinamento ticinese il consiglio comunale è l'organo legislativo dei Comuni del cantone. È obbligatorio nei Comuni di oltre 300 abitanti. Può essere costituito da un minimo di 15 e un massimo di 60 membri. Il consiglio è normato dal capitolo III della Legge Organica Comunale del 10 marzo 1987. Per Comuni più piccoli l'organo legislativo è l'Assemblea comunale, l'assemblea dei cittadini con diritto di voto e domiciliati nel Comune stesso.

## Elezione
La legislazione ticinese prevede l'elezione popolare diretta dei membri del consiglio comunale con un sistema proporzionale. L'elezione avviene ogni quattro anni nell'anno successivo alle elezioni per le cariche cantonali (ultime elezioni nel 2012). Eleggibili sono le cittadine e i cittadini di nazionalità svizzera che hanno compiuto 18 anni alla data dell'elezione e che risiedono (domicilio) nel Comune stesso. Questi cittadini sono iscritti nel Catalogo elettorale del Comune. Di regola, i candidati al consiglio vengono presentati su liste stilate dalle sezioni comunali dei Partiti politici e proposte ai cittadini elettori. Nel caso un Partito ottenga più seggi dei candidati proposti, questo Partito può proporre un cittadino elettore non candidato.

## Mandato
Il consiglio dura in carica 4 anni con tempistica coordinata con le altre autorità comunali. Nel caso che un consigliere debba dimissionare anticipatamente per gravi e giustificati motivi, al suo posto subentra il primo candidato non eletto della lista del suo Partito. Durante la seduta costitutiva del consiglio si svolge il giuramento di fedeltà alla Costituzione da parte degli eletti. Nella stessa seduta sono nominati: l'Ufficio presidenziale (Presidente, due Vice-Presidenti, uno o due scrutatori) per il primo anno e le Commissioni permanenti.

## Funzioni e Organizzazione
Secondo l'art.49 della LOC, il consiglio deve riunirsi almeno due volte l'anno in sedute pubbliche dirette dal Presidente: una volta per i preventivi ed una volta per i consuntivi. Di regola però il consiglio si riunisce anche in sedute straordinarie per discutere e deliberare sulle proposte del municipio (Messaggi Municipali) e di membri del Consiglio stesso (Mozioni).
Alle sedute del consiglio comunale, il municipio partecipa in corpore o con una delegazione, senza diritto di voto. Il sindaco e i municipali possono prendere parte alla discussione solo a nome del municipio e a sostegno delle proposte municipali. Tra le sue funzioni, la LOC definisce che:
- adotta i regolamenti comunali, li abroga, li modifica o ne sospende l'applicazione;
- esercita la sorveglianza sull'amministrazione comunale;
- approva il preventivo del comune e delle aziende municipalizzate e il fabbisogno da coprire con l'imposta;
- adotta e modifica il piano regolatore;
- autorizza le spese di investimento sopra un certo importo;
- esamina ogni anno i conti consuntivi del comune e delle sue aziende e delibera sulla loro approvazione;
- decide l'esecuzione delle opere pubbliche sulla base di preventivi e di progetti definitivi e accorda i crediti necessari;
- autorizza segnatamente l'acquisizione, la donazione, la successione, la permuta, l'affitto, la locazione, I'alienazione o il cambiamento di destinazione dei beni comunali;
- accorda l'attinenza comunale (che corrisponde all'acquisizione della cittadinanza svizzera);
- nomina i delegati del comune nei consorzi giusta le norme della legge sul consorziamento dei comuni e dei singoli statuti consortili;
- nomina con sistema proporzionale i delegati del comune negli enti di diritto pubblico o privato di cui il comune è parte; sono riservati i casi di competenza municipale;